# Redimi2
Willy González Cruz (Santo Domingo, República Dominicana; 3 de junho de 1979), conhecido como Redimi2, é um rapper dominicano de música cristã.  É considerado um dos principais representantes do rap cristão e um dos rappers mais influentes e populares a nível internacional.
Em meados de 1999 começou na música junto com um grupo de outros jovens, entre eles, seu irmão J.G. (Domínico González) e seu amigo Chiky, decidem criar o grupo Redimi2 Squad, que depois seria sozinho GC Willy, se chamando depois Redimi2. É o primeiro rapper a lançar um disco de rap cristão em seu país. Tem colaborado com cantores cristãos como Danny Berrios, Alex Campos, Christine D'Clario, Jesús Adrián Romero, Marcos Brunet, Terceiro Céu, Barak e Rescate, e com os rappers Vico C, Funky e Travy Joe, entre outros.

## Carreira musical

### 2000-2007: Primeiros álbuns
Lançou Combinação mortal em 2000, um disco que contém 10 temas, um deles "Combinação mortal". Na canção "Knock Out", há uma colaboração de Juan Carlos Rodríguez, líder vocalista de Terceiro Céu, interpretando o coro da canção. Também contém a participação de Lilly Goodman.
Em 2004 lançou Até os dentes, no qual há colaborações do grupo de rap dominicano cristão 3C. Também contém o tema "5 Microfones" em colaboração com Ariel Kelly e 3C. Além das canções "Que me viste" e "Me deixa nascer".
Em 2006, participou do álbum colaborativo produzido por Dom Omar e All Star Records chamado Linhagem Escolhida, também colaborou com Manny Montes na canção Declaro para o álbum Os Bandoleros Reloaded, também de Dom Omar. Nesse mesmo ano, publicou sua terceira produção Revolução. Este disco tem colaborações de Manny Montes, seu irmão J.G., Isabelle Valdéz, Claudia Serra, Raphy Colón, Romy Ram e J. Cantoral. Deste disco desprende-se a canção "Eu não canto lixo", na que lhe fala aos reggaetoneros não cristãos por "corromper a juventude".
Meses mais tarde, reuniu outros cantores cristãos para criar uma produção chamada A equipa invencible (2007), na qual participam diversos artistas. Redimi2 seguiu enviando convites a projetos como A Verdade de DJ Blaster, A fogo com a Palavra de Dr. P, Contra Vento e Maré de Triplo Seven, Os Violentos de Manny Montes & Sandy NLB, entre outros. Em dezembro desse ano, faz um concerto em seu país, do qual faria sua primeira produção ao vivo, titulada, Vivo: O concerto, em qual consitiu de seus melhores sucessos incluindo 6 temas inéditos e do qual se desprendeu seu primeiro DVD. Participou de eventos importantes como Reggaeton Nights, o primeiro evento de música urbana cristã que conseguiu encher o Coliseo de Porto Rico que reuniu a Melvin Ayala, Gerardo, Terceiro Céu e outros.

### 2009-2014:Phenomenon Edition e Exterminador
O 29 de setembro de 2009, lançou ao mercado Phenomenon Edition, na qual participam: Maso, Juan Carlos Rodríguez de Terceiro Céu, Iván e Ab e sua esposa Daliza, com quem interpreta "Voltei a apaixonar-me", canção inspirada em sua filha Samantha Kate. No ano seguinte, lançou seu primeiro mixtape chamado Rap Redimi2: As coisas que nunca disse. Em 2011, através de um vídeo no YouTube, dá a informação de que seu sexto disco de estudo Exterminador estaria dividido em 3 produções. Em julho lançou a primeira produção chamada Exterminador Operação PR, dedicada a Porto Rico, na qual participaram: Annette Moreno, Luzia Parker e Danny Berrios, entre outros.
Em maio de 2012, publicou simultaneamente dois discos: Exterminador OPR 100x35, uma edição especial do disco Exterminador Operação PR que inclui 8 temas inéditos; e Exterminador Operação RD, um disco dedicado à República Dominicana. No ano seguinte, lançou junto com o cantor Funky o álbum #Mais, o qual foi ganhador de um Prêmio Harpa em 2014 como Melhor Álbum Urbano e nominado em duas categorias adicionais. Nesse mesmo ano, teve um curto aparecimento no filme Reggaeton The Movie.
Em 2014, lançou o disco Operação Mundial. Deste disco desprende-se "O Nome de Jesús" junto com Christine D'Clario.

### 2017-2019:Puro sal e Trapstornadores
Em abril de 2017, lança o disco Pura sal com colaborações dos rappers Funky e Alex Zurdo, cantores como sua esposa Daliza Cont, Christine D'Clario, Julio Melgar, Marcos Brunet, e Evan Craft, entre outros.
Em 2018, lança o disco Trapstornadores, para sua promoção lançou-se o singelo "Trapstorno" o qual gerou uma onda de vídeos por sua menção a Bad Bunny e uma crítica à música Trap por seu conteúdo obsceno e explícito. O disco caracteriza-se pelas participações de artistas cristãos do gênero urbano como Natán o Profeta, Rubinsky Rbk, Philippe e Lizzy Parra, bem como a participação de sua esposa Daliza Cont e sua filha Samantha.

### 2020-presente: 20/20 e UM
Lançou como adiantou de seu próximo álbum de estudo os temas "Gravy", "Filipenses 1:6", "Alegria», «Loucos como eu", em onde personificó a Almighty e Kanye West, e "Jesús". O tema junto a Almighty, "Filipenses 1:6", ganhou um Prêmio Tua Música Urbana na categoria Melhor Canção Cristã.
Em 2020, em meio a pandemia de coronavirus, estava muito ativo em suas redes sociais, onde numa transmissão ao vivo em seu Instagram que se realizava entre Residente e Nayib Bukele, o rapper começou a fazer perguntas polêmicas. O dominicano, decidiu expressar sua opinião em suas redes em sinal de rejeição às perguntas realizadas por René Pérez. Fechou o ano com a canção "Empírico".
Em fevereiro de 2021 lança UNO, um projecto colaborativo com Alex Zurdo e Funky.
Nesse mesmo ano lança o singelo "Bachata Dril" junto a Madiel Lara.

## Discografía
| Álbumes de estudio - 2000: Combinación mortal - 2004: Hasta los dientes - 2006: Revolución - 2009: Phenomenon Edition - 2011: Exterminador Operación P.R. - 2012: Exterminador Operación OPR 100X35 - 2012: Exterminador Operación R.D. - 2014: Exterminador Operación Mundial - 2017: Pura sal - 2018: Trapstornadores - 2020: 20/20 | Álbumes en vivo - 2008: Vivo: El concierto Álbumes colaborativos - 2007: El equipo invencible - 2013: Más (con Funky) - 2021: UNO (con Alex Zurdo & Funky) Álbumes instrumentales - 2019: Vertical Vol.1 Mixtapes - 2010: Rap Redimi2: Las cosas que nunca dije Vol.1 |